# Kér (törzs)
A kér törzs a magyar törzsszövetség egyik törzse volt, amelyik VII. Konstantin kabarokkal kezdődő felsorolásában a hetedik, a hét törzs közül a hatodik helyen áll kari alakban, ami ómagyar *keri kiejtésből jöhet. A Kér szót megpróbálták eredeztetni a török qär 'óriás', vagy qari 'öreg', a finnugor kér 'kíván' vagy kér 'kéreg' szavakból. Ezután felmerült egy török hadrendi műszó a *keri 'utolsó', ami a törzsnek a hadrendben elfoglalt utolsó, hátvéd szerepére utalhat.